# Cloephoracris festae
Cloephoracris festae is een rechtvleugelig insect uit de familie Romaleidae. De wetenschappelijke naam van deze soort is voor het eerst geldig gepubliceerd in 1897 door Giglio-Tos.